# パトリック・ニールセン
パトリック・ニールセン（Patrick Nielsen、1991年3月23日 - ）は、デンマークのプロボクサー。コペンハーゲン出身。

## 来歴
2009年9月12日、ヘアニングのメッセセンター・ヘアニングでデビュー戦を行い、初回1分18秒TKO勝ちを収めた。
2011年12月11日、ヘアニングのMCHヘアニング・コングレスセンターでマイケル・シュボフとIBF世界ミドル級ユース王座決定戦を行い、10回3-0（99-90、2者が100-89）の判定勝ちを収め王座獲得に成功した。
2012年4月21日、フレゼリクスハウンのアレナ・ノルトでガストン・アレハンドロ・ベガとWBAインターコンチネンタルミドル級王座決定戦を行い、10回1分5秒KO勝ちを収め王座獲得に成功した。
2012年9月22日、フレゼリクスハウンのアレナ・ノルトでホセ・イェベスと対戦し、12回3-0（2者が117-110、116-110）の判定勝ちを収め初防衛に成功した。
2012年11月10日、ヘルシンキのヘルシンキ・アイス・ホールでジャメル・バキと対戦し、10回3-0（99-91、97-95、96-94）の判定勝ちを収め2度目の防衛に成功した。
2013年2月9日、エスビャウのブルー・ウォーター・ドッケンでパトリック・メンディと対戦し、12回3-0（2者が117-110、117-111）の判定勝ちを収め3度目の防衛に成功した。
2013年6月15日、オーフスのNRGiアレーナでクリスプロ・ハビエル・アンディノと対戦し、4回1分34秒KO勝ちを収め4度目の防衛に成功した。
2013年9月7日、フレゼリクスハウンのアレナ・ノルトでパトリック・マエフスキと保持するWBAインターコンチネンタルミドル級王座とWBOインターコンチネンタルミドル級王座決定戦を行い、WBAインターコンチネンタル王座は5度目の防衛、WBOインターコンチネンタル王座獲得に成功した。
2013年11月16日、アルバーツルンドでホセ・ピンソンと対戦し、5回2分59秒TKO勝ちを収めWBAインターコンチネンタル王座は6度目、WBOインターコンチネンタル王座初防衛に成功した。
2014年2月15日、アルバーツルンドでトニー・ジェターとWBC世界ミドル級シルバー王座決定戦を行い、2回1分6秒KO勝ちを収め王座獲得に成功した。
2014年6月1日、ロシアのムィティシのムティシ・アリーナでWBA世界ミドル級暫定王者ディミトリー・チュディノフと対戦し、プロ初黒星となる12回0-3（112-116、113-115、111-117）の判定負けを喫し王座獲得に失敗した。
2015年3月14日、バレルップのバレルップ・シュペル・アレーナでジョージ・タドーニッパーとWBAインターナショナルスーパーミドル級王座決定戦を行い、8回TKO勝ちを収め王座獲得に成功した。

## 獲得タイトル
- IBF世界ミドル級ユース王座
- WBAインターコンチネンタルミドル級王座
- WBOインターコンチネンタルミドル級王座
- WBC世界ミドル級シルバー王座
- WBAインターナショナルスーパーミドル級王座